# Lukovnik
Lukovnik je nenaseljeni otočić u Jadranskom moru, ispred Tribunja. Otok je od obale udaljen tek 50-ak metara, a nasuprot otoku je središte Tribunja. Od susjednog otoka Logoruna ga dijeli 40 metara širok kanal.
Njegova površina iznosi 0,056 km². Dužina obalne crte iznosi 0,93 km.